# J.P. Mynster
Jacob Peter Mynster (8. november 1775 – 30. januar 1854) var en dansk teolog og biskop over Sjællands stift fra 1834 til sin død.
Hans far var kammerråd og inspektør ved Frederiks Hospital Christian Gudzon Peter Mynster, der døde allerede 1777. Moderen, Frederikke Nicoline Christiane født Ring, giftede sig samme år med overlæge ved samme hospital Frederik Ludvig Bang, men døde allerede i 1779. Mynster og hans tre år ældre bror Ole Hieronymus Mynster blev da opdraget hos stedfaderen.
Mynster blev teologisk kandidat i 1794. Han var huslærer for den senere minister A. W. Moltke. 1811-1828 var han kapellan i Vor Frue Kirke i København. Han blev 1812 docent i psykologi ved pastoralseminariet, og senere meddirektør; 1814 udarbejdede han grundlaget for den udgave af Luthers lille Katekismus, der autoriseredes til brug i skolerne; samme år var han med til at oprette Bibelselskabet, i hvis bestyrelse han indtrådte; 1815 blev han medlem af kommissionen til revision af Det Nye Testamente og 1817 endvidere medlem af direktionen for universitetet og de lærde skoler. I 1826 blev han hofprædikant og 1828 kongelig konfessionarius samt hof- og slotspræst. Mynster betegnes af flere kirkehistorikere som en "magtfaktor" allerede fra midt i 1820'erne.
I 1834 blev Mynster biskop over Sjællands stift, et embede han beholdt til sin død i 1854.
- 1815 blev han dr.theol.
- 1819 Medlem af Videnskabernes Selskab,
- 1828 Kommandør af Dannebrog,
- 1834 Medlem af Missionskollegiet og direktør for Vajsenhuset,
- 1836 Storkors af Dannebrog.
- 1847 tildeltes ham rang i 1. klasse.

Som kongevalgt medlem af Stænderforsamlingen mødte han i Roskilde 1835, 1838, 1840, 1842, 1844 og 1848.
Mynster var en aktiv skribent, og deltog engageret i mange af tidens store debatter, bl.a med Grundtvig.

## Opvækst
F.L. Bang var en virksom, dygtig og vel anset mand, der heller ikke manglede kærlighed til børnene, men han var kun lidt egnet til at lede deres opdragelse, og det samme gjaldt om hans hustru Louise født Hansen, hvem han, efter anden gang at være blevet enkemand, ægtede 1782.
Pietisme i hjemmet
Hele huset var præget af en pietisme, der, hvad vel dengang var det almindelige, var for holdningsløs til at gøre noget alvorligt indtryk, men som kunne være plagende nok med lange, kedsommelige husandagter og skændeprædikener over de ubetydeligste virkelige eller indbildte forseelser. Men ved siden af den megen strenghed, der anvendtes, havde børnene tillige en stor frihed til at benytte deres tid, som de kunne og ville.
Som hele opdragelsen var også skolegangen planløs; en kort tid gik Mynster i Metropolitanskolen, hvor han dog egentlig undervistes privat
af en farbroder, som var hører, hjælpelærer, ved denne. Men både før og efter havde han huslærere, af hvilke en gav ham navnet Job, der længe hæftede ved ham. I året 1790 dimitterede stedfaderen ham selv uden nogen som helst undersøgelse af hans kundskaber, og det var sikkert ikke faderens skyld, at han gjorde en god eksamen.
Vennekredsen
Som student blev Mynster trukket ind i den kreds af unge mennesker, som samledes om hans ældre broder: bl.a. præsten Hieronymus Laub, Carl Heger, broder til Kamma Rahbek, Heinrich Steffens, botanikeren J.W. Hornemann og flere; med adskillige af disse knyttede han venskabsforbindelser, der varede hele livet, og hans åndelige udvikling fremmedes sikkert mere ved samlivet med vennerne end ved hans egentlige studier.
Han var, uden selv at have haft ønsker i den retning, af stedfaderen blevet bestemt til at studere teologi, fordi han ansås for at være for dum til at indlade sig med medicinen. Men teologiens daværende tilstand var ikke sådan, at den kunne øve synderlig tiltrækning på et
begavet ungt menneske, og de forelæsninger, der blev holdt ved universitetet, var kun lidet lærerige, endnu mindre op vækkende. Mynster havde vel fra barndomstiden bevaret en dyb religiøs følelse, men den historiske Kristus havde for ham som for de fleste af
hans samtidige ingen virkelighed. Det faldt ham endnu længe efter ikke ind at søge det rige indhold, der lå gemt i fortidens teologi, der jo gjaldt for et overvundet standpunkt, som det nsås for utænkeligt at vende tilbage til med noget udbytte.
Det teologiske studium var ham kun et pligtarbejde, som han udførte så upåklageligt, at han 1794 tog sin embedseksamen; men sit egentlige åndelige liv levede han sammen med vennerne, med hvem han delte begejstringen for den franske revolution så vel som tidens filosofiske og litterære interesser. Tonen i kredsen var den samme som i sin tid i det norske selskab; men midt i «Kommersen» blev Mynster ofte grebet af tungsindig længsel efter noget dybere. De prøver på vers forfattede i denne periode, som han senere har meddelt, udtrykke begge retningerne, de lystige forfattedes i det lystige selskab, de vemodige i ensomme timer.
Huslærer
Allerede inden Mynster havde taget sin embedseksamen, var han antaget som huslærer for grev Joachim Godske Moltkes eneste søn, Adam Wilhelm. Moltke havde siden 1784 været uden offentlig virksomhed. Han levede vel om vinteren i København, men det meste af året i en fornem, trist ensomhed på Bregentved. Mynsters tid var ikke stærkere optaget af hans elev, end at han kunne drive meget selvstudium, både i æstetisk og filosofisk retning.
Han læste Kant, Hegel og Schelling, af hvilken sidste han især følte sig tiltrukket; det var med mismod, han tænkte på, at denne mand, som alt havde bragt det så vidt, kun var et halvt år ældre end han selv. Han blev dog hverken dengang eller senere tilhænger af noget filosofisk system, men han søgte hos filosofferne hjælp mod materialistiske anskuelser, han var kommet ind i, og som vakte tvivl hos ham, han ikke kunne afvise, medens han dog var grebet af rædsel, når disse forestillinger blev levende for ham.
Han forsøgte flere gange på at besvare universitetets filosofiske prisopgaver, men først 1798 kom han så vidt, at han indgav en afhandling om Fordelene og Manglerne så vel ved den offentlige som ved den private Opdragelse, for hvilken han vandt prisen. Da den tid nærmede sig, at den unge Moltke skulle være student, blev præstekaldet i Spjellerup og Smerup på Vemmetofte gods ledigt, og Mynster bestemte sig til at anmode grev Moltke, der rådede for besættelsen, om det, ikke fordi han egentlig følte drift til at blive præst, men han følte heller ikke drift til at blive noget som helst andet i verden.

Greven modtog hans begæring velvillig, og efter at en plan til en udenlandsrejse var forhandlet og opgivet, blev han i juli 1801 kaldet og i november samme år ordineret, medens det blev ordnet således, at embedet foreløbig besørgedes ved en hjælpepræst, for at Mynster kunne blive hos sin elev, indtil denne havde taget artium og "Anden Eksamen" (filosofikum). Ved begge eksaminer udmærkedes han, så Mynster havde fuldført sit hverv på den bedste måde. Han havde også vundet tro venner både i faderen og sønnen.
Tungsind
Medens han var huslærer, var han, så vel som tidligere i København, ofte hjemsøgt af tungsind, der i det sidste år tog således overhånd, at han var ved at gå til grunde under dets tryk. Den beretning, han som en gammel mand har givet herom, viser, med hvilken gru han tænkte på den tid, da det syntes ham, der var intet andet for ham at gøre end rat tage ud til Spjellerup og sørge sig ihjel. 

  «Jeg bringer», siger han, «nødig de Ord, der tilhøre Andagtens timer, i det sædvanlige Foredrag; 

  dog kan jeg ikke bekvemme mig til her blot at sige: Omsider arbejdede dog min bedre Natur sig atter frem;

  men jeg vil sige, at der dog hist oppe var et Øre til at høre min Klage, at Guds Nåde dog bevarede mig fra at gå til Grunde.»

## Præst i Spjellerup 1802
I november 1802 kom Mynster da til Spjellerup. Uagtet han her lige så lidt som, medens han var hos grev Moltke, undgik omgang med andre, levede han dog endnu bestandig i virkeligheden et eneboerliv; hvad der foregik i hans indre, skjulte han med ængstelig omhu, og ingen vidste, før han selv som en gammel mand fortalte det, hverken hvorledes han havde kæmpet med tungsindets dæmon, eller hvorledes han endelig sejrede. Det var i året 1803, han sad og læste i en bog af Jacobi, en forfatter, der dengang fik en særegen betydning for ham, fordi han hos ham fandt den samme søgen efter et fast standpunkt som hos sig selv.
Da fór det ham med ét gennem Sjælen som et lyn fra det høje, og han sagde sig med al klarhed: 

  «Dersom Samvittigheden ikke er en betydningsløs Indbildning 

  -- og i denne Henseende nærede jeg ingen Tvivl --, 

  dersom du skal lyde den i noget, da skal du lyde den i alt

  uden Undvigelse, gøre og tale, hvad der er din Pligt, så fuldt, 

  som du erkender og formår, ganske ubekymret om Verdens Dom, 

  dens Ros eller dens Dadel; og dersom der er en Gud 

  -- og heller ikke derom var der i mit Hjærte nogen Tvivl --,

  og du jo ikke vægrer dig ved i noget at bøje dig for ham 

  og at hengive dig i hans Vilje, 

  da skal du gøre det i alt, uden Forbeholdenhed, og ganske, ganske 

  overlade dig og alt dit i hans faderlige Hånd, nøjes med de Evner, 

  han tildeler dig, og tåle de Savn, han pålægger dig.»
Disse tanker var ham naturligvis ikke nye; men for første gang følte han sig grebet af dem, som man kun bliver grebet af det, der kommer fra Gud, og han siger: «Intet ligner den henrykkelse, den indvortes Jubel, hvormed jeg ofte sagde mig selv: Jeg har en Gud og en Frelser!» Fra den tid er det, som om cellen, hvori han havde indesluttet sig, åbnede sin dør, og han begynder ikke blot som hidtil at føle trang til at udrette noget, men også at tro på, at han evnede det.
Hertil bidrog det måske ikke lidt, at Fru Rahbek efter et besøg i Spjellerup 1804 blev hans varme veninde, med hvem han førte en levende brevveksel, af hvilken meget — måske alt for meget — er trykt i forskellige samlinger. Den beundring, hun nærede for Mynster, kan forekomme os overdreven, men den tjente til at styrke hans tillid til sig selv, hvilket dengang nok kunne behøves. Han begyndte nu også på en ikke ubetydelig litterær virksomhed. I året 1809 skrev han, efter forgæves at have forsøgt at anmelde Oehlenschlägers Poetiske Skrifter,
et digt til denne. I dette hedder det: 

  «Saa gaa vi til vort Værk med Kraft og Lyst;

  end ligge Templets gamle, faste Stene, 

  vi rydde bort det sammenfaldne Grus 

  og bygge atter frejdigt Herrens Hus.»
Her havde han betegnet, hvad der herefter skulle være hans livsopgave. Det følgende år erklærede han den herskende rationalisme krig ved en afhandling mod det af biskop Boisen gjorte liturgiske forslag. Et par teologiske afhandlinger oplæste han på Sjællands landemode, deriblandt Om den Kunst at prædike (1810). Størst betydning fik dog en prædikensamling (1810), hvori han allerede udfolder sine store evner som prædikant; han vil her vise sine samtidige den samme vej, som han selv er vandret, og trøste dem, der trænge dertil, med den trøst, hvormed han selv er blevet trøstet, og det kan ikke undre os, at det er stilheden, ensomheden, han priser som det rette middel til at finde sig selv i modsætning til den travlhed og stundesløshed, hvori så mange menneskers liv hengår.

## Kapellan ved Frue Kirke i København 1811
Det næste år (1811) søgte og fik Mynster embedet som 1. kapellan ved Frue Kirke i København. Denne gang følte han en bestemt drift til en større virksomhed i hovedstaden, og han tog intet hensyn til de mange advarsler fra slægt og venner mod at
ombytte et godt landsbykald med et fattigt kapellani og det idylliske Spjellerup med det urolige København. Det viste sig også, at han ikke havde taget fejl; thi han fik hurtig en stor menighed;talrige tilhørere, deriblandt de fleste teologiske studenter og kandidater, samlede sig om hans prædikestol.
Han afslog tilbud både om at blive den senere konges, Frederik VII’s, opdrager og om et professorat i Kristiania; men der blev pålagt ham mange særskilte hverv. Han blev (1812) docent i psykologi ved pastoralseminariet, for hvilket han (samme år) blev meddirektør; 1814 udarbejdede han grundlaget for den udgave af Luthers lille Katekismus, der autoriseredes til almindelig brug ved skolerne; samme år var han med at oprette Bibelselskabet, i hvis bestyrelse han indtrådte; 1815 blev han medlem af kommissionen til Det Nye Testamentes revision og 1817 endog medlem af direktionen for universitetet og de lærde skoler.
Da denne hørte mellem kollegierne og havde umiddelbart referat til kongen, må det anses for et betydeligt tegn på den anseelse, Mynster nød, at han som kapellan opnåede en så anselig stilling. I året 1826 blev han hofprædikant og 1828 kongelig konfessionarius samt hof- og
slotspræst.
Howitz-fejden 1824
De mange arbejder, der således pålagdes ham, af brød ikke hans litterære virksomhed. I året 1824 deltog han i den store filosofiske fejde mod professor F.G. Howitz, der havde erklæret sig for en tilhænger af den gamle anskuelse om en evig nødvendighed og et urokkeligt fatum, skæbne. Han udgav sine tidligere teologiske arbejder på tysk (Kleine theologische Schriften, 1825) og en årgang prædikener (1823) samt Betragtninger over de kristelige Troslærdomme (1833). Disse sidste så vel som prædikenerne fik en overordentlig betydning som de andagtsbøger, de dannede i en hel menneskealder søgte til, og hvori mange fandt den næring for deres åndelige liv, som de forgæves søgte i kirkerne, hvor rationalismen endnu for en stor del førte ordet.
Mynster havde fortrinlige forudsætninger for at kunne skrive betragtninger: ikke blot bød hans mange kundskaber ham stof alle vegne fra; men han havde selv oplevet så meget i de indre prøvelser, han havde gennemgået, at han var en erfaren fører for andre, især hvor han omtaler det indre liv, bønnen, hengivenheden i Guds vilje, medens han kun i mindre grad havde øje for betydningen af samfundslivet, hvor de troende drager og opbygger hinanden. Han havde selv stået på det standpunkt, hvorpå det store flertal af menigheden endnu stod, og han vidste at gå ind i sine samtidiges tankegang.
Netop dette, som er hans prædikeners og betragtningers fortrin, bevirker, at de fleste nu ikke længere søger opbyggelse i dem. Men hvis der skulle komme en slægt, som, træt af den travle syssel med at løse samfundsopgaver, følte trang til enkeltvis at gå ind i lønkammeret og fordybe sig i sig selv, da ville den utvivlsomt atter kunne søge til Mynsters opbyggelsesbøger og finde frugtbar anvisning i dem.
I Mynsters huslige forhold var der i København sket en stor forandring, idet han 1815 ægtede biskop Fr. Münters ældste datter, Marie Frederikke Francisca (Fanny). Hun var ikke 19 år gammel, 21 år yngre end Mynster, men han levede med hende i det lykkeligste ægteskab. Hun døde 1871.

## Biskop over Sjællands Stift 1834
Da biskop Münter døde 1830, var der allerede mange, som mente, at Mynster skulle være hans efterfølger; det blev dog P.E. Müller; men ved dennes død 1834 var Mynster selvskreven til hans embede. 9. september 1834 udnævntes han til biskop over Sjællands stift.
Røret om Grundtvigs Kirkens genmæle var stilnet af
Det var endnu en forholdsvis stille tid i den danske kirke; den store strid, som Grundtvig havde vakt ved Kirkens genmæle, var stilnet af. Mynster havde ikke blandet sig i den, men han havde ved en prædiken Om den kristelige Visdom taget afstand fra begge partier og nået at vække uvilje hos dem begge. Vel netop fordi hans egen udvikling, som alt oftere omtalt, var sket i stilhed og ensomhed, havde han modvilje mod alle kirkelige bestræbelser, der vakte opsigt og satte masserne i bevægelse. Der er næppe noget skriftsted, han oftere nævner end Esajas 42,2: «Han skal ikke råbe og ej opløfte røsten og ej lade sin røst høre på Gaden».
Den grundtvigske bevægelse
Det agitatoriske, der var ved den grundtvigske bevægelse, især efter at Jacob Christian Lindberg havde taget den i sin hånd, var ham højlig imod. Forholdet mellem Grundtvig og Mynster, der i forvejen havde været køligt nok, blev ikke bedre ved Mynsters optræden under
forhandlingerne om sognebåndsløsning ved Stænderforsamlingen i Roskilde, og et formeligt brud må der siges at have fundet sted, da Grundtvig 1838, samme år som de nævnte forhandlinger fandt sted, androg om ikke blot som hidtil at måtte prædike, men også at måtte holde konfirmation og altergang i Frederikskirken (Christians Kirke).
Den meget skarpe erklæring, biskoppen indgav mod dette andragende, indeholder formodentlig det samme, som han mundtligt sagde Grundtvig, da denne søgte ham. Men der var endnu ingen anledning for denne til offentlig at træde op mod Mynster, og han deltog ikke i de temmelig umotiverede angreb, Lindberg rettede mod ham for hans katekismus. De førte til, at Mynster skrev: Om de danske Udgaver af den lille Katekismus (1835).

## Ritualforslaget 1838 blev ikke gennemført
Mynsters anseelse stod dengang på det højeste, han var almindelig anerkendt som den danske kirkes ypperste mand, og da han nu tillige indtog dens første embedsstilling, kan man ikke undre sig over, at han troede at kunne tage en stor reform i sin hånd, nemlig indførelsen af et nyt ritual og en ny alterbog.
Når denne sag, som der havde været arbejdet på så længe, nu igen kom op, beroede det egentlig på forhold i kancelliet. Her stod Stemann og A.S. Ørsted i bestandig modsætning til hinanden, idet den første ville gøre de gamle kirkelove gældende på en langt mere bogstavelig måde, end Ørsted fandt forsvarlig. Mynster stod i denne sag helt på Ørsteds side, og da denne med megen møje havde udvirket, at der skulle tages hensyn til et andragende fra en del af Københavns præster om at tilvejebringe en forandring af
ritualet og en ny alterbog, vægrede Mynster sig ikke ved at udføre arbejdet, under hvilket han dog rådførte sig med nogle af ham selv valgte mænd. Da han var færdig, blev udkastene trykt og først uddelt til et stort antal mænd, siden kom de i boghandelen. Tillige nedsattes der 5. april 1839 en kommission for at give dem deres endelige form.
Mynster havde gjort forskel mellem voksnes dåb og barnedåb
Det var egentlig kun et eneste punkt i Mynsters forslag, der virkelig blev underkastet drøftelse både i de erklæringer, der indhentedes, og i pressen. Han havde ved dåben gjort forskel mellem voksnes dåb og barnedåb; kun ved den første skulle der som hidtil spørges direkte om forsagelse og tro; men ved barnedåben skulle der siges: «Men Dåbens hellige pagt er denne, at du skal forsage . . ., at du skal tro» . . ., hvorefter der til slutning spørges barnet: «Vil du døbes på denne Tro?»
Misbilligelse af Mynsters ændringer
En del af professorerne med H.N. Clausen i spidsen udtalte sig endnu i den retning, som tidligere havde været almindelig, når der forhandledes om liturgiske spørgsmål; men ellers var omtrent alle enige i at misbillige den af Mynster gjorte forandring og ønske,
at det gamle skulle bibeholdes.
Grundtvigs Frisprog mod Biskop Mynsters Forslag 1839
Grundtvig udgav 1839 Frisprog mod Biskop Mynsters Forslag, et skrift, der bar sin titel med rette; i det voldsomste sprog angreb han ikke blot den med dåben gjorte forandring, men ikke et stykke, ja ikke en linje i forslaget fandt hans bifald. Biskop Fogtmann fælder en træffende dom, når han siger, at Grundtvig har vel ret i «nogle Poster», men han har uret i «alle Måder».
Mynster skrev mod Grundtvig og hans meningsfæller: Oplysninger angående Udkastet til en Alterbog og et Kirkeritual (1840), og det var ham ikke nogen vanskelig opgave at påvise de vilde påstande og urimeligheder, som Grundtvigs skrift vrimlede af. Men når dette og de andre udtalelser fra samme side dog vakte en almindelig uvilje mod forslaget næsten i alle kirkelig interesserede kredse, lå grunden dog dybere,
end både Mynster og hans modstandere indså.
Efter forkastelsen mistede Mynster lysten til at arbejde med reformer
Udkastet led af den, rigtignok uundgåelige, fejl at være nyt, og det var først, da det forelå til sammenligning med det gamle, at det gik op for læserne, at det er en farlig sag med nye kirkelige formularer. Det var bestandig, som hørte man igennem dem en enkelt mands røst, medens de gamle, der var nedarvede fra slægt til slægt, klang som selve kirkens røst. Dette må anses for hovedgrunden til, at ritualforandringen aldrig blev udført. Det er let forståelige at denne sags udfald betog Mynster lysten til at arbejde på reformer i kirken; den øvrige del af sit liv modsatte han sig kun dem, der ønskedes fra andre sider.

## Frederik VI’s død 1839
I det hele blev Mynsters stilling en anden efter kong Frederik VI’s død. Da han holdt ligtalen over ham i Roskilde Domkirke, begyndte han med de ord: «I Frederik VI’s Mænd!» Til disse hørte han selv, som alle, der kom i nærmere berøring med den
gamle konge, havde han næret den største kærlighed og ærbødighed for ham; men disse følelser formåede han ikke ret at overføre på hans efterfølger.
Frihedstrangen udvikler sig både politisk og kirkeligt
Der begyndte nu rundt om at røre sig en trang til større frihed både i politisk og i kirkelig henseende. Stænderinstitutionen havde kun skærpet appetitten, ikke tilfredsstillet den, og alle vegne stødte det nye liv, der rørte sig, mod gamle love og indretninger. For så vidt det var kirkelige spørgsmål, der rejstes, skulle disse afgøres i kancelliet; men den alt omtalte uenighed i dette var ikke blevet mindre; bestandig stod der to partier eller synspunkter over for hinanden, og som følge deraf var dets optræden tit holdningsløs.
Mynster betragtede det som sin opgave at holde på det bestående
Mynster betragtede det bestandig som sin opgave at holde på det bestående. Han kunne endnu mindre end tidligere forlige sig med den uro, der var kommet over mennesker, som efter hans mening havde gjort langt bedre i at passe deres egne sager og lade dem, der havde forstand på det, styre statens og kirkens anliggender, og medens han havde et skarpt blik for uklarheden hos oppositionsmændene og for de urene elementer,
der var blandet ind i bevægelserne, formåede han ikke at se, at der bag alt dette kunne skjule sig en berettiget stræben. Således var det over for Grundtvig og hans tilhængere så vel som
over for dem, der fra andre synspunkter og på andre måder
ønskede større frihed i kirken.

## De gudelige forsamlinger
De gudelige forsamlinger havde efterhånden udbredt sig over hele landet og øvede en stor tiltrækning på almuen. Autoriteternes forhold til dem havde været meget ujævnt, snart havde de uhindret kunnet holdes, snart var man optrådt mod dem med stor strenghed. Præsterne var i det hele meget uvillig stemt mod dem, og der blev gjort flere forsøg på at få konventikelplakaten af 13. januar 1741, der bestemte, på hvilken måde de måtte holdes, skærpet. Dette frarådede Mynster dog bestandig; i det hele har han mange gange dæmpet iveren for at fare hårdt frem mod forsamlingerne; men en ting holdt han på: man skulle gøre den nævnte anordning gældende over for dem, der rejste omkring og holdt forsamlinger, medens der skulle ses gennem fingre med dem, der kun holdt dem på deres hjemsted.
Men det er klart nok, at han kun følte liden sympati for den hele bevægelse og for de prædikende lægmænd. Vel indrømmer han, at de opvakte
i reglen er flittige og stræbsomme folk, men, siger han, flere og flere forledes også til i fordærvelige grublerier at forsømme deres jordiske kald – andre skaffer sig et levebrød af at være partiledere, talere eller husværter, og der føres megen betænkelig lærdom både i pietistisk retning og ved «den forvirrede Tale om Dåbspagten». Alt dette er sandt nok, men det er ikke mindre sandt, at der dog ofte i lægmændenes tale var en inderlighed og bag den en kristelig erfaring, som savnedes hos mange præster, og dette var hovedgrunden til, at deres prædiken fik så stor indgang.

## Baptisterne 1839 og afvisningen af Mynsters tvangsdåb
I 1839 begyndte den baptistiske vækkelse. ￼￼Det var efter landets forfatning aldeles ulovligt, at et fremmed religionsparti søgte at udbrede sig i det, og Mynster var straks på det rene med, at det burde forbydes dem at optræde som samfund, så de holdt den hellige nadver; deres børn skulle døbes, de børn der dog var døbte skulle konfirmeres, og hvis de ikke
ville lade være at gøre proselytter, skulle de henvises til fristæderne.
Regeringen forsøgte også at gå frem imod dem på denne måde, men hvad der havde været vanskeligt at sætte igennem i midten af det 18. århundrede, var blevet umuligt i midten af det 19. Fængslinger og mulkteringer, udstedelse af bøder, bevirkede kun, at sekten vakte endnu
mere opsigt. Der blev indhentet nye, meget forskellig lydende erklæringer fra biskopperne; Mynster holdt på, at børnene for statens
skyld måtte døbes; denne kunne ikke være tjent med, at der opvoksede mennesker, som slet ikke hørte til noget religionssamfund.
I kancelliet var der ligeledes uenighed, og det blev derfor kongen selv, der måtte tage en beslutning, og denne gik da ud på, at
baptisterne vel måtte forsamle sig og nyde den hellige nadver, men deres børn skulle døbes (23. december 1842). Man var her gået
ud fra den mislige tankegang, som i øvrigt også var Mynsters, at da de anså barnedåben for en nullitet, uden betydning, kunne de heller intet have at indvende mod børnenes dåb. Men denne forudsætning holdt ikke stik, baptisterne søgte på alle måder at unddrage børnene dåben, og snart begyndte også P.C. Kierkegaard i Pedersborg og andre præster at vægre sig ved at døbe de børn, der med magt måtte tages fra forældrene for at bringes til kirken.
Selv Mynsters venner var imod tvangsdåb
I det hele rejste den offentlige mening sig næsten enstemmig mod de tagne forholdsregler, og Mynster blev her forladt selv af sine bedste
venner som Ørsted og Martensen. Københavns Præstekonvent indgav også et andragende mod tvangsdåben. Regeringen truede først Kierkegaard med afskedigelse, men turde ikke gøre alvor af sin trussel, og da kancelliet 1846 atter måtte forestille kongen sagen, var det kun Mynster og Stemann, der endnu fastholdt, at der skulle gås frem efter loven. Ørsted udtalte, at den ved plakaten af 23. december 1842 tilvejebragte tilstand var uholdbar, og at de dengang tagne bestemmelser måtte forandres. Dette skete
dog først i året 1848.

## Forhandling om ny salmebog
Nyt sammenstød med Københavns Konvent
Ligesom i den her omhandlede sag stødte Mynster også sammen med Københavns Konvent, da der forhandledes om en ny
salmebog. Både Grundtvigs salmedigtning og talrige udgaver af ældre salmer havde åbnet øjnene for den evangeliske salmebogs mangler.
Manglende blik for Grundtvigs betydning
Mynster var ikke meget ivrig for denne sag; han manglede her som på så mange punkter blik for Grundtvigs betydning, og han fandt, at hvad der vanheldede eller misprydede den evangeliske salmebog, var mangel på logik, på orden og sammenhæng i tankegangen, medens de fleste af dem, der klagede over, at den var fattig på poesi, ikke i poetisk henseende stod på noget højere standpunkt end dens redaktion.
Imidlertid ønskede han dog, at ritualkommissionen skulle samle et lille tillæg på ikke over 30 salmer. Dette approberedes 1842, efter at Mynster havde brugt mange ord for at bevise, at det ikke var nødvendigt, at der blev optaget en salmedigter (dvs. Grundtvig) i kommissionen. Denne blev færdig med sit arbejde 1844, men inden den kom så vidt, havde Københavns Konvent gjort skridt, der måtte krænke biskoppen hårdt. Det havde ikke blot nedsat en komité til at udarbejde en hel ny salmebog, men det havde andraget på, at udarbejdelsen af
tillægget måtte stilles i bero for ikke at træde hindrende i vejen for denne.
Mynster følte sig med grund ilde berørt heraf, og han følte sig ikke sikker på, at kongen ikke ville gå ind på andragendet. Hans frygt lægger sig for dagen i de indtrængende ord, hvormed han lægger ham på sinde ikke at forandre den en gang tagne beslutning. Han vandt for så vidt sejr, som tillæggets indførelse approberedes, men tillige lovede kongen at tage under overvejelse, om den nye salmebog, når den var blevet færdig, kunne blive indført.
Roskilde Konvent overtager det forkastede tillæg
Konventet tog nu fat på arbejdet, det nedsatte en komité, og der udkom et prøvehæfte, væsentlig udarbejdet af Grundtvig og med stærkt præg af hans individualitet. Efter anmodning skrev Mynster en erklæring om det «så moderat som muligt, men det skarpe kunne og burde ikke undgås». Men
til hans store tilfredsstillelse vendte stemningen sig, og konventet forkastede selv komiteens arbejde. Endnu en gang dukkede dog det forkastede prøvehæfte frem, idet Roskilde Konvent indgav et andragende om at måtte bruge det som tillæg til salmebogen.
Mynster skrev atter «en lang og, om man vil, Stræng Betænkning», og kongen afgav 12. maj 1847 en resolution, hvori enhver linje er en undskyldning for, at biskoppens bestemthed har nødt ham til at tage en beslutning, der var modsat hans egne ønsker og formodentlig også stred mod hele eller halve løfter, der var givet til Grundtvig.
Fælles overbestyrelse for kirken og skolen
Der var endnu en sag, hvori Mynster stødte sammen med Københavns Konvent. Der var opstået en ikke ringe misfornøjelse med kancelliets styrelse af kirke- og skolesager, og især ønskede præsterne, at der skulle sidde en gejstlig mand i den øverste styrelse for disse. Østifternes Stænderforsamling indgav et andragende derom 1840; det var forfattet af H.N. Clausen og gik ud på oprettelsen af en fælles overbestyrelse for kirken og skolen.
Senere sluttede konventet sig dertil, og sagen blev flere gange behandlet i kancelliet, hvor der var uenighed om den som om alt andet. Mynster var også her mod enhver forandring, men mest beklagede han sig over konventets egenmægtige optræden som repræsentant for gejstligheden, og han fandt ikke uden grund, at det var løse og trivielle grunde, det anførte. Hvor dybt Mynsterfølte sig krænket ved den opposition, han mødte i stiftets præsteskab, viste han ved i sine erindringer at indføre en skrivelse fra1845 til Københavns Konvent, hvori han opgør sit mellemværende med det.
Efter 1848 kommer Mynster mere i defensiven
Hidtil kan det siges, at Mynster dog egentlig havde sejret i alle de nævnte stridigheder og forhindret, at de forandringer, han misbilligede, sattes igennem. Anderledes blev det efter 1848; da brød den længe opdæmmede strøm gennem alle hindringer, og han vil ikke kunne frikendes for at have været mellem dem, der ved at modsætte sig alle reformer var skyld i, at gennembruddet blev så voldsomt.
Hans opgave blev nu kun at arbejde på, at de uundgåelige reformer gennemførtes således, at de gjorde så lidt skade som muligt; at der skulle komme noget godt ud af dem, har han sikkert kun haft ringe håb om. D.G. Monrad udtalte som kultusminister, at det nu måtte være opgaven i kirken at gennemføre de samme grundsætninger, der var i færd med at gøre sig gældende i staten.
Det var med et tungt hjerte, Mynster indtog sin plads som kongevalgt medlem af den grundlovgivende forsamling. Han skriver sommeren 1848:

  «Dersom vi på en skikkelig måde blive af med den udvortes Fjende, 

  have vi endnu at kæmpe mod den indvortes, som ikke er mildere, 

  og som truer både Stat og Kirke.»
Stemte mod grundloven
Under grundlovsforhandlingen var det nærmest hans ønske, at der skulle indsættes så få bestemmelser som muligt om kirken, eller at i ethvert tilfælde disse skulle få en sådan form, at tilkommende rigsdage ville være bundet ved dem. Men det lykkedes ikke hverken at få bestemt, at kirkens forfatning ikke måtte ordnes, uden at kirken var hørt, eller at afvigende religionssamfund kun ved lov kunne få ret til offentlig gudsdyrkelse, eller at få kirkens ejendomsret anerkendt. Den eneste sejr han vandt, var at et forslag om sognebåndsløsning
udstemtes, væsentlig dog af formelle grunde. I øvrigt var han blandt dem, der stemte imod Grundloven. Efter den tid skrev han endnu et par småpjecer mod Spandets forslag om borgerligt ægteskab. Han var blevet formand for den af Ørsted som kultusminister 1853 nedsatte kirkekommission; men inden den ret fik begyndt sine forhandlinger, døde han 30. januar 1854.

## De sidste år – eftermæle
Det går ved skildringen af Mynsters sidste år som så tit i fremstillingen af en mands liv, at det er lettest at få fat på de stridigheder, han har været indviklet i; men det ville være et urigtigt indtryk, hvis man ville mene, at Mynster gik op i bitterhed og forgæves modstand mod forandringer, der måtte og skulle fremmes.
Litterær virksomhed
Han vedblev sin litterære virksomhed, især udgav han bestandig nye prædikener, ligesom han samlede sine teologiske afhandlinger (Blandede Skrifter, 6 bind, 1852-57; de sidste bind blev udgivet efter hans død af svigersønnen J.H.V. Paulli). Et af ham udarbejdet Grundrids af den kristelige Dogmatik udkom først efter hans død.
Hans mangeårige studier over kirkens ældste historie førte kun til udgivelsen af mindre afhandlinger om det 1. århundredes kirkehistorie. Han bevarede til det sidste sine mange interesser, og frem for alt han havde ikke i de mange stridigheder, der optog ham, glemt vejen til det lønkammer, hvor han i sin ungdom havde levet så rigt et liv og gjort så mange erfaringer. I de aftentimer, der bestandig var helliget bøn og betragtning, hentede han til det sidste den sindets ligevægt, som ikke forlod ham, selv når han kun kunne tænke på de offentlige sager "med Sorg og Væmmelse". Hertil kom også den glæde, han til det sidste følte ved sin embedsgerning, især visitatserne. "Jeg forsikrer dig", skrev han til sin hustru, "at mangen Gang, når jeg således går og taler i Kirkerne, kan jeg synes, at det er det bedste af alle Embeder at være Biskop."
Eftermæle
Hans foreløbige eftermæle blev ikke således, som det ville være blevet, hvis han var død 15 år tidligere. I den henseende delte han skæbne med sin ven Ørsted. Ikke blot gengældte Grundtvig og hans tilhængere ham den bitterhed, han havde næret mod dem; men mange præster, der var overbeviste om, at kirken trængte til større frihed, havde med misbilligelse set de hindringer, han lagde i vejen for udviklingen. Her skal ikke dvæles ved Søren Kierkegaards voldsomme angreb på ham, kun skal det bemærkes, at det er besynderligt, at den mand, som selv roste sig af at være den ensomme, ikke havde blik for, i hvor høj grad Mynsters prædiken bar præg af, at også han i ørkenens ensomhed havde fundet Jordans kilder.
Mynster havde intet parti, der kunne værge hans navn mod de mange umodne og uforstandige gentagelser af Kierkegaards angreb på ham.[kilde mangler] Men medens disse lød i litteraturen, sad der rundt om i landet mangfoldige præster, der havde gået i hans skole, og mange af kirkens bedste mænd har vedkendt sig, hvor meget de skyldte ham.
Efterhånden har også en retfærdigere bedømmelse arbejdet sig frem, og der er nu næppe mange, som ikke ville samstemme med H.L. Martensens en gang så anfægtede ord i en prædiken kort efter hans død:
  "I denne hellige Række af sandhedsvidner (fra Apostlene indtil vore Dage) 

  var også vor hedengangne lærer et tjenende led til Guds og Faderens Ære; 

  og Troens Vidnesbyrd, hvor førte han det ikke iblandt os i ånds og Krafts Bevisning".